# Aspen (Stuttgart)
Aspen ist eine in den 1960er Jahren entstandene Wohnsiedlung in der baden-württembergischen Landeshauptstadt Stuttgart. Sie steht als Gesamtanlage unter Denkmalschutz.

## Beschreibung
Die Siedlung Aspen wurde von 1963 bis 1966 als kleine, exklusive Eigentumswohnanlage speziell für die gehobene Zielgruppe der Landesbeamten (anfänglich lebten dort Ministerialräte, Professoren usw.) geplant und gebaut – ein bewusstes Gegenmodell zu den etwa zeitgleich in Stuttgart errichteten Großsiedlungen wie Fasanenhof oder Freiberg. Bauträger war die Württembergische Heimstätten GmbH. Das Stuttgarter Unternehmen vergab die städtebauliche Gesamtplanung des Wohnquartiers an das 1964 gegründete, ebenfalls in Stuttgart ansässige Architekturbüro Kammerer + Belz.
Das Quartier liegt am Südrand von Botnang, einem Stadtbezirk westlich der Stuttgarter Kernstadt, in einer Waldlichtung mit unterschiedlich ausgeprägter Hanglage und somit Ausblick über das Botnanger Tal. Es umfasst auf 1,5 Hektar Fläche 82 Wohneinheiten (entspricht 54,7 Einheiten/Hektar). Erschlossen wird es von der Vaihinger Landstraße aus durch die zwei Stichstraßen Umgelterweg und Gänßleweg. Es handelt sich um ein reines Wohngebiet, Infrastruktureinrichtungen wie Läden oder Kindergarten wurden nicht vorgesehen. Mit einer Bushaltestelle am Umgelterweg ist die Siedlung an die Linie 91 angebunden.
Die in einem Zug errichtete Bebauung ist in verschiedene Typen gegliedert: ein siebengeschossiges Punkthochhaus in Form eines Dreispänners mit 21 Wohneinheiten markiert im Nordosten den Eingang. Dahinter folgen zwischen Vaihinger Straße und Umgelterweg fünf dreigeschossige, von der Straße zurückgesetzte Bauten mit zusammen 30 Wohneinheiten. Entsprechend dem damals im Städtebau vorherrschenden Leitbild der autogerechten Stadt prägen an der Straße entlang Garagenzeilen das Bild. Alle vorgenannten Häuser wurden vom Stuttgarter Architekten Hans Werner Schliebitz geplant und realisiert. Auf der hangabwärtigen Seite des Umgelterwegs stehen zudem noch einige zwei- und dreigeschossige Kettenhäuser (versetzt angeordnete Reihenhäuser), die in Gruppen von drei oder sechs Häusern zusammengefasst sind, insgesamt sind es hier 31 Wohneinheiten. Für diesen Bereich zeichnete das Büro Kammerer + Belz (Bearbeiter: Lutz, Hallermann, Greitzke, Munz) verantwortlich.
Die Gebäude sind einheitlich mit Flachdächern versehen, die Fassaden grob weiß verputzt und großteils mit schwarzen Asbestzementschindeln („Eternit“) verkleidet, weshalb das Wohnquartier örtlich „die schwarze Siedlung“ genannt wird. Aspen ist eines der ersten Beispiele, in denen Kammerer + Belz dieses später für das Büro charakteristisch gewordene Gestaltungselement anwendeten. Die grünplanerische Gestaltung des Geländes der gesamten Siedlung inklusive der privaten Gärten als „große Gartenlandschaft“ stammt vom Stuttgarter Landschaftsarchitekten Hans Luz.

## Rezeption
Kurz nach Fertigstellung zeichnete die Stadt Stuttgart 1967 die Planer für ihre „beispielhafte, zeitgemäße und vorbildliche Lösung“ der Siedlung Aspen mit dem Paul-Bonatz-Preis aus. 1971 wurde die Siedlung in den Architekturführer Stuttgart und Umgebung aufgenommen. Im Jahr 2011 nahm die Untere Denkmalschutzbehörde beim Stadtplanungsamt Stuttgart die Siedlung als Ensemble (Sachgesamtheit) in die Liste der Kulturdenkmale auf. Das Regierungspräsidium Stuttgart als Obere Denkmalschutzbehörde bezeichnet die Siedlung Aspen als qualitätvollste Siedlung in Botnang und eine der qualitätvollsten im ganzen Regierungsbezirk. Das „herausragende Zeugnis der Siedlungsbaukunst“ besitze exemplarischen Charakter für verdichtetes, individuelles Wohnen in einheitlich gestalteten Gebäuden. Konservatorin Ulrike Plate vom Landesamt für Denkmalpflege bezeichnete Aspen als wichtiges Beispiel der Nachkriegsmoderne. Die Unterschutzstellung wurde von vier Hauseigentümern angefochten. Die Klage wurde vom Verwaltungsgericht Stuttgart am 18. Januar 2017 abgelehnt, da der Denkmalschutz insbesondere aus wissenschaftlicher Sicht gerechtfertigt sei. Die Siedlung weise einige lagebedingte und gestalterische Besonderheiten auf, die sie als eine exklusive Siedlungsform mit einigen ungewöhnlichen Lösungsansätzen zur Erhöhung der Wohnqualität qualifizierten. Der von den Klägern gestellte Antrag auf Zulassung der Berufung wurde vom Verwaltungsgerichtshof Mannheim am 27. Dezember 2018 abgewiesen.